# Albert King (koszykarz)
Albert King (ur. 17 grudnia 1959 w Nowym Jorku) – amerykański koszykarz, występujący na pozycjach rzucającego obrońcy lub niskiego skrzydłowego.
W 1977 został wybrany najlepszym zawodnikiem amerykańskich szkół średnich (Mr. Basketball USA). Został też zaliczony do składu najlepszych koszykarzy w kraju – McDonald's High School Basketball All American. W rankingach najlepszych graczy był klasyfikowany na pierwszym miejscu, wyprzedzając Magica Johnsona.
Jego starszym bratem jest czterokrotny uczestnik meczu gwiazd NBA oraz lider strzelców NBA (1985) – Bernard King.
Magazyn koszykarski Slam uznał go za jedną z największych gwiazd koszykówki ulicznej w historii amerykańskiej koszykówki. Został też główną postacią w książce Ricka Telandera – Heaven is a Playground, traktującą o nowojorskiej koszykówce ulicznej.

## Osiągnięcia
Na podstawie, o ile nie zaznaczono inaczej.

### NCAA
- Uczestnik rozgrywek:
  - Sweet 16 turnieju NCAA (1980)
  - turnieju NCAA (1980, 1981)
- Mistrz sezonu regularnego konferencji Atlantic Coast (ACC – 1980)
- Koszykarz roku konferencji ACC (1980)[8]
- MVP turnieju ACC (1980)[9]
- Wybrany do:
  - I składu ACC (1980)
  - II składu All-American (1980, 1981 przez United Press International)
  - III składu All-American (1981 przez NABC)
  - grona 50. najlepszych koszykarzy w historii konferencji ACC NCAA (2002)
- Drużyna Maryland Terrapins zastrzegła należący do niego numer 55

### Drużynowe
- Mistrz Włoch (1989)

### Indywidualne
- Najlepszy nowo przybyły zawodnik CBA (1991)